# Diocesi di Clisma
La diocesi di Clisma (in latino Dioecesis Clysmatena) è una sede soppressa e sede titolare della Chiesa cattolica.

## Storia
Clisma, identificabile con Tell-El-Colzum, è un'antica sede episcopale della provincia romana dell'Augustamnica Seconda nella diocesi civile d'Egitto. Faceva parte del patriarcato di Alessandria ed era suffraganea dell'arcidiocesi di Leontopoli.
Il primo vescovo noto di quest'antica sede episcopale è Giacomo, che prese parte al concilio di Tiro del 335. Morì attorno al 347, come documenta la lettera festale XIX di Atanasio di Alessandria, nella quale il patriarca alessandrino riporta i nomi di vescovi deceduti di diverse sedi egiziane e i nomi di coloro che furono nominati al loro posto. Per la sede di Clisma al defunto Giacomo succedettero due vescovi, Titoes e Paolo; quest'ultimo era stato consacrato vescovo dal patriarca ariano Gregorio di Cappadocia (339-346), ma in seguito era ritornato all'ortodossia, mantenendo la sede di Clisma.
Il vescovo Poemone (Poimen) è documentato in due occasioni: sottoscrisse nel 458 la lettera dei vescovi dell'Augustamnica Seconda all'imperatore Leone dopo la morte di Proterio di Alessandria; l'anno seguente sottoscrisse il decreto sinodale di Gennadio I di Costantinopoli contro i simoniaci.
Stefano partecipò al concilio di Costantinopoli del 553. L'ultimo vescovo noto, di epoca ignota, è Giuliano, che raccolse le reliquie del martire locale sant'Atanasio e le depose nella chiesa di Mārta Mariam di Qulzum, che divenne il centro principale del culto a questo santo.
Dal XVIII secolo Clisma è annoverata tra le sedi vescovili titolari della Chiesa cattolica; la sede è vacante dal 5 giugno 1991.

## Cronotassi

### Vescovi di epoca bizantina
- Giacomo † (prima del 335 - circa 347 deceduto)
- Titoes † (circa 347 - ?)
- Paolo † (menzionato nel 347)
- Poemone (Poimen) † (prima del 458 - dopo il 459)
- Giuliano †

### Vescovi titolari
- Pio Gallizia, B. † (25 gennaio 1741 - 23 marzo 1745 deceduto)[9]
- Paul-Jules-Narcisse Rémond † (9 aprile 1921 - 20 maggio 1930 nominato vescovo di Nizza)
- Albert-Pierre Falière, M.E.P. † (3 luglio 1930 - 1º gennaio 1955 nominato arcivescovo di Mandalay)
- Teofilo Camomot Bastida † (23 marzo 1955 - 10 giugno 1958 nominato arcivescovo coadiutore di Cagayan de Oro)
- Joannes Antonius Eduardus van Dodewaard † (1º luglio 1958 - 27 giugno 1960 succeduto vescovo di Haarlem)
- Władysław Jędruszuk † (19 novembre 1962 - 5 giugno 1991 nominato vescovo di Drohiczyn)